# Catherine Bach
Catherine Bach (Warren, Ohio, 1 de marzo de 1954) es una actriz estadounidense.

## Biografía
Nacida en Cleveland, Ohio, Estados Unidos. Hija de padre alemán y madre mexicana.

## Carrera
Su primera actuación en la pantalla fue en The Midnight Man con Burt Lancaster, en la que interpretó a una alumna. 
Es recordada por interpretar el papel de Daisy Duke en la popular serie The Dukes of Hazzard 1979-85, repitiendo el papel en las películas para televisión The Dukes of Hazzard: Reunion! (1997), The Dukes of Hazzard: Hazzard in Hollywood 2000. 
En 1991 protagonizó la serie African Skies, como Margo Dutton. 
También actuó en las películas Thunderbolt and Lightfoot con Clint Eastwood 1974, Nicole 1978, Cannonball Run II 1984, y Rage and Honor 1992.

## Vida personal
Bach contrajo matrimonio con David Shaw (hijastro de Angela Lansbury) en 1976, de quien se divorciaría en 1981 para casarse con el abogado Peter López en agosto de 1990. Ambos tienen dos hijas: Sophia y Laura. Su marido fue hallado muerto con un disparo en la cabeza el 30 de abril de 2010, aparentemente la causa fue un suicidio. Tras esta muerte Bach se ha confesado católica.

## Filmografía
- 1974: The Midnight Man
- 1974: Thunderbolt and Lightfoot
- 1975: Hustle
- 1979-1985: The Dukes of Hazzard (serie de televisión)
- 1984: Cannonball Run II
- 1989: Driving Force
- 1989: Street Justice
- 1989: Criminal Act
- 1990: Masters of Menace
- 1991: African Skies (serie de televisión)
- 1992: Rage and Honor
- 1992: The Nutt House
- 1997: The Dukes of Hazzard: Reunion!
- 2000: The Dukes of Hazzard: Hazzard in Hollywood
- 2006: Monk
- desde 2012: The Young and the Restless